# Cristina Gómez Arquer
Cristina Gómez Arquer (Barcelona, 22 de març de 1968) és una exjugadora d'handbol catalana.

## Trajectòria
Forma part del petit grup de dones esportistes que han aconseguit repetir la seva participació en uns Jocs Olímpics. Llicenciada en Educació Física, desenvolupà la seva trajectòria esportiva, jugant en la posició de pivot, al Club Balonmano Mar Valencia, amb el qual obtingué quinze títols de Lliga, tretze Copes de la Reina i tres Supercopes d'Espanya, tenint com a entrenadora a Cristina Mayo. Debutà amb la selecció espanyola el 1986 Entre les seves fites esportives estan el haver guanyat la Supercopa d'Europa l'any 1998, i la Recopa el 2000, i haver disputat dues finals de la Lliga de Campions els anys 2000 i el 2003. Fou 265 vegades internacional amb Espanya i marcà 867 gols. Debutà el 1986 i disputà els Jocs Olímpics d'Estiu de 1992 a Barcelona, i Jocs Olímpics d'Estiu de 2004 a Atenes, després dels quals deixà la selecció. Aconseguí la medalla de plata el 2001 a Tunis, i la de bronze en dues ocasions, el 1991 a Atenes, el 1993 a Llenguadoc-Rosselló, als Jocs Mediterranis; i participà en tres Campionats del Món, el 1993, 2001 i 2003, i altres tres d'Europa, el 1998, 2002 i 2004.

## Reconeixements
L'any 2014 se li concedí la Distinció al Mèrit Esportiu de la Federació Espanyola d'Handbol.